# Leucania agnata
Leucania agnata là một loài bướm đêm trong họ Noctuidae.